# Mellstroy
Mellstroy, справжнє ім'я Андрій Олександрович Бурим (біл. Андрэй Аляксандравіч Бурым; нар. 15 грудня 1998, Гомель, Білорусь) — білоруський стример, відомий своїми епатажними вчинками.

## Біографія
Народився 15 грудня 1998 року в Гомелі.
Після десятого класу пішов до коледжу, щоб стати автомеханіком, але незабаром покинув навчання й створив канал на YouTube.
У 2016 році він почав вести трансляції на YouTube, де дзвонив дівчатам і пропонував їм роздягнутися на камеру, щоб отримати популярність.
У 2019 році він переїхав до Москви і почав проводити вечірки з московських квартир. На стримах люди вживали алкоголь і наркотики, Андрій пропонував дівчатам переспати з кимось із друзів за гроші, бився або мочився на людей.
З 2020 року почав співпрацювати з онлайн-казино, усупереч російським законам, рекламувати їх та проводити ігрові стріми. За один такий стрім Бурим отримував $16 тис. Розшукується за ухилення від служби у білоруській армії.
19 жовтня 2020 року Mellstroy став відомим за те, що до крові побив модель Альону Єфремову під час прямої трансляції московської вечірки на YouTube. Він кілька разів ударив її головою об стіл. За це йому було призначено пів року виправних робіт і штраф.
Полетів до ОАЕ в січні 2023 року. Влітку того ж року почав платити стримерам по кілька мільйонів рублів за те, що вони поголили голови, підірвали машини або роздяглися догола під час стриму (зокрема на платформі Twitch, де за таку поведінку накладається бан).
Після апеляції голови російської організації Ліга безпечного Інтернету Катерини Мізуліної стример був назавжди забанений на YouTube, Twitch і Trovo за рекламу казино.
У лютому 2024 року полетів до Туреччини через відкриту на нього кримінальну справу.
20 березня 2024 року разом із Моргенштерном провів стрім на платформі Kick. Трансляцію одночасно подивилися 720 тис. осіб, побивши попередній рекорд онлайн-стримера Некоглай і ставши найбільш перегляданою онлайн-трансляцією в Росії. Mellstroy профінансував хуліганську акцію на стадіоні «Вемблі» в Лондоні в червня 2024 року. За те, що його фанати вибігли на футбольне поле під час Фіналу Ліги чемпіонів УЄФА у футболці з його логотипом, він пообіцяв 350 тис. євро кожному.

## Mellstroy як інтернет-мем
У березні 2024 року з'явилася серія мемів із зображенням стримера, який танцює під пісню Александри Стан «Mr. Saxobeat». Це короткі відео з хромакеєм, придатні для накладення на інші відео в TikTok.

## Оцінки діяльності
Mellstroy характеризується його критиками як «треш-стрімер», який виконує скандальні дії заради слави. Глядачі звинувачують його в рекламі онлайн-казино та невиплаті коштів підписникам, які виконують його завдання. Деякі з завдань абсурдні чи вкрай важкі. Наприклад, сфотографуватися на вершині Евересту чи на Місяці, записати звернення з президентом будь-якої країни. За його власним твердженням, Mellstroy заробляє щомісяця десятки мільйонів російських рублів завдяки грошам, які програють люди в рекламованих ним онлайн-казино.
Разом із тим Андрій Бурим закупив спортінвентар для 500 дитбудинків у Білорусі, але його ім'я вилучили з бази благодійників.
Український 24-й канал описав Mellstroy-я: «один з найбільш скандальних та епатажних блогерів в Білорусі та Росії, контент якого орієнтований на підлітків та молодь».
Російський «Тинькофф Журнал» назвав Mellstroy-я «негативним інтернет-персонажем», діяльність якого частково нормалізується через безневинні меми.